# نجا المهداوي
نجا مهداوي ولد عام 1937 بتونس العاصمة، خطاط وفنان تشكيلي تونسي. تخرج من أكاديمية الفنون بروما ومن مدرسة اللوفر. أحرز على عدد من الجوائز بتونس والخارج، ومن بينها الجائزة الكبرى للفنون والآداب بتونس، وهو من جهة أخرى عضو لجنة تحكيم جائزة الفنون لليونسكو. عرض بالبلدان التالية: الأردن، ألمانيا، إيطاليا، الدانمارك، تونس، فرنسا، كندا، اليابان. وله خاصة علاقات مع البلدان الخليجية كالبحرين والمملكة العربية السعودية والإمارات العربية المتحدة وسلطنة عمان حيث تولى تزويق عدد من المنشآت الكبرى وخاصة منها المطارات.

## وصلة خارجية
موقع نجا المهداوي